# 圣凯瑟琳教堂 (法兰克福)

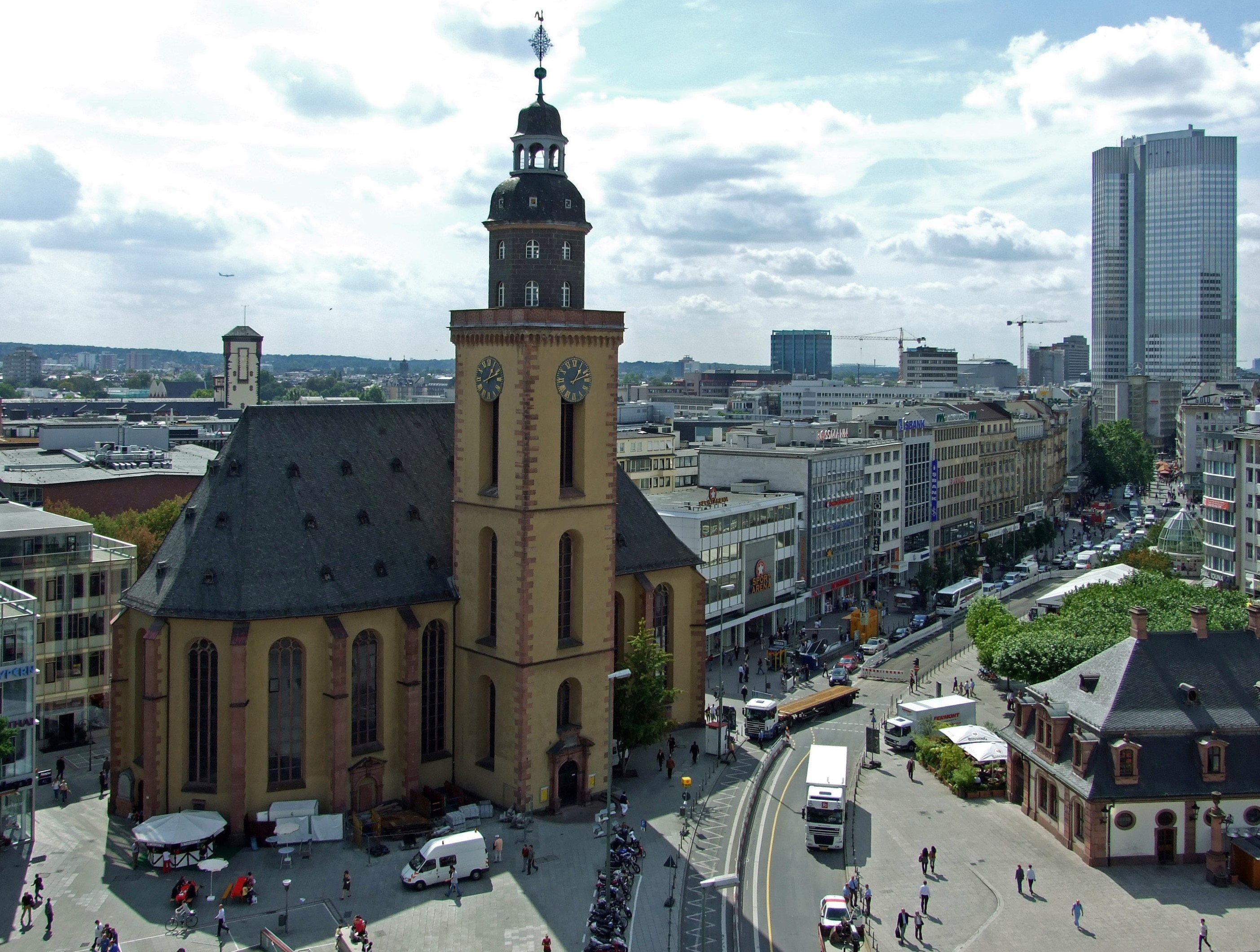
圣凯瑟琳教堂

圣凯瑟琳教堂 (德语: Katharinenkirche)是法兰克福最大的路德会教堂，以早期基督教殉道者圣凯瑟琳命名。它位于市中心，靠近该市最著名的广场之一，卫戍大本营（Hauptwache）。
这座教堂为巴洛克风格，高54米。始建于1678年，1681年完成，1944年，在第二次世界大战期间，毁于盟军轰炸。1950年到1954年重建。
圣凯瑟琳教堂是自1802年起法兰克福的8座Dotationskirchen之一。

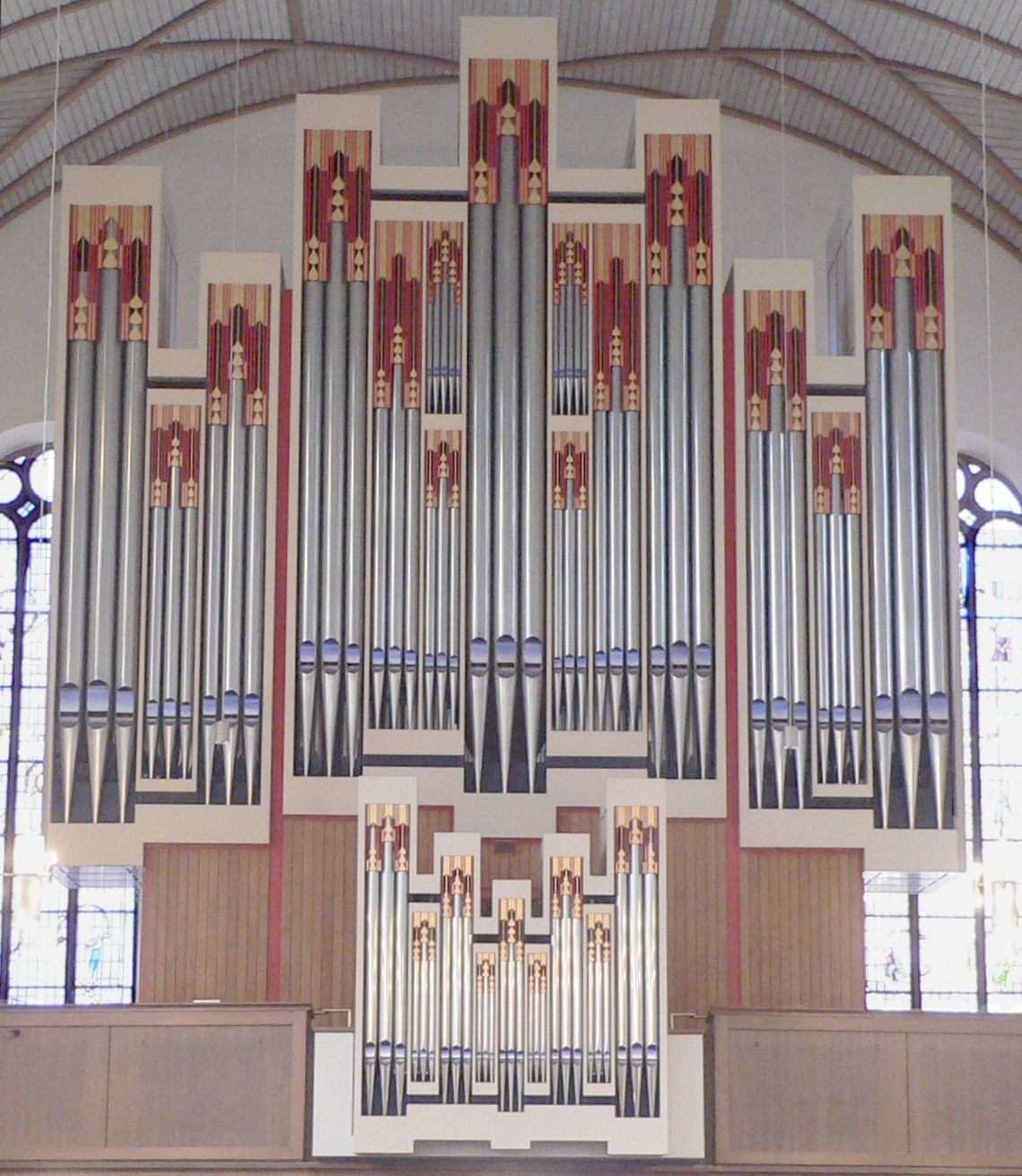
管风琴